# Roeselia aroa
Roeselia aroa är en fjärilsart som beskrevs av Bethune-Baker 1904. Roeselia aroa ingår i släktet Roeselia och familjen trågspinnare. Inga underarter finns listade.